# Louis Évely
Louis Évely, né le 5 novembre 1910 à Bruxelles et mort le 30 août 1985, est un écrivain chrétien d’origine belge. En tant que prêtre catholique il publia plusieurs ouvrages sur la vie spirituelle. Quittant la vie sacerdotale il se maria tout en restant actif en tant que chef spirituel.
Louis Évely fut un pédagogue de la vie spirituelle tout en étant un écrivain prolifique. Plusieurs de ses ouvrages se sont vendus en milliers d’exemplaires et ont été traduits en 25 langues. La renommée de Louis Évely  fut telle dans les années 1960 que l’un de ses sermons fut intégralement reproduit dans Ma nuit chez Maud, un film dirigé par Éric Rohmer. Une de ses conférences sur la prière, donnée en Espagne, déclencha une émeute, tant ses propos choquaient certains catholiques conservateurs.
La plus grande partie de l’œuvre d’Évely n’est pas issue d’une recherche universitaire, mais consiste en prédications ou conférences lors de retraites et de ce que ses mots ont évoqué dans le cœur de milliers de chrétiens. Beaucoup de ses auditeurs ont transcrit les textes de ses discours afin de les disséminer au sein de leurs églises, souvent sous la forme de carbones ou de photocopies, longtemps avant que ces textes parviennent aux éditeurs et imprimeurs.

## Biographie
Louis Évely est né à Bruxelles le 5 novembre 1910. Comme adolescent déjà il se montre porté vers la prière et grâce au scoutisme chrétien, le sens de la solidarité envers les autres mais aussi le sens pratique. Une fois achevées ses études universitaires, et ayant obtenu deux doctorats, l’un en droit l’autre en philosophie, il entra au grand séminaire de Malines-Bruxelles à l’âge de 23 ans.
Ordonné prêtre à 27 ans il eut la surprise d’être affecté à une école rurale plutôt que, comme il l'envisageait, à un poste de professeur à l’Université catholique de Louvain. Cette école était située à la limite du champ de bataille de Waterloo. Cette nomination inattendue se transforma en une opportunité. Par son expérience de la catéchèse en direction des enfants, Évely apprit à présenter le message de l’Évangile avec la simplicité qui fit plus tard sa renommée.
Il vécut une expérience similaire en tant qu’aumônier de la Résistance antinazie dans les Ardennes au cours de la Seconde Guerre mondiale. La prière fut soudainement confrontée à la tâche de prendre en compte un Maquis agnostique ou anticlérical.
Après la guerre, salué pour son action dans la Résistance, il devint le directeur de son école, tout en travaillant comme enseignant et aumônier au sein de divers groupes chrétiens.
Attiré par la spiritualité de Charles de Foucauld, il créa en Belgique des congrégations sans ordination inspirées des idées de Foucauld. À cette époque, la réputation d’Évely en tant que prédicateur fit de lui un directeur de retraite sprirituelle très populaire. Il fut un orateur au cours de nombreuses conférences religieuses et prêcha publiquement à l’occasion des congrégations organisées par le mouvement d’aide au Tiers-Monde connu sous le nom de Ad Lucem (locution latine signifiant "Vers la lumière"). Il participa également à une série d’émissions à Lenten Radio. C’est de ces discours que ses premiers livres ont été inspirés.
Le père Évely commença à acquérir la réputation d’un orateur non dénué d’humour et d’une certaine audace, audace qui semble avoir anticipé les dispositions du futur Concile Vatican II mais à l’époque irrita ses supérieurs. En 1957 son archevêque, le cardinal Suenens, qui avait été son camarade au séminaire, lui demanda de cesser de publier ses livres. Peu de temps après il fut contraint de cesser son activité de directeur d’école.
Entre ces affronts professionnels et sa vie active, la santé d’Évely se détériora et il fut conduit à suivre une cure de repos dans les montagnes françaises, pendant plusieurs mois. Une fois terminée sa cure, au lieu de retourner en Belgique, il devint oblat au monastère cistercien d’Aiguebelle en Provence. Sans prononcer ses vœux il adopta néanmoins la vie monacale, prenant part au chant et à la prière mais aussi aux études et aux travaux manuels de l’abbaye. Cette vie contemplative satisfaisait complètement ses aspirations mystiques mais, avec l’aide spirituelle de l’abbé, il comprit que sa vraie vocation était évangélique. Il devint donc un prédicateur itinérant dans le Sud-Ouest de la France, aidant à la relève spirituelle des paroisses et retraites dirigées.
La manière de parler de la foi introduite par Vatican II au début des années 1960 par le pape Jean XXIII semble avoir coïncidé avec le style de prédication et d’écriture qui était la marque d’Évely, mais ce qu’il appelait le "Printemps de l’Église" fut marqué par la déception. Évely dut faire face à de nombreux obstacles, son évêque lui refusant l’imprimatur, une disposition obligatoire pour tout ouvrage publié par un prêtre. Au contraire, les traductions de ses ouvrages obtinrent aisément l'imprimatur à l'étranger.
Après un intense discernement spirituel il demanda à être laïcisé ou à quitter la prêtrise, ce que les autorités ecclésiastiques lui accordèrent au cours de l’été 1967. Ce fut l'ouverture d’une période prolifique où il produisit et perfectionna ses travaux les plus remarqués, en particulier ceux touchant à la prière des hommes et des femmes modernes.
Trois ans plus tard, à l’âge de 60 ans, Évely se maria avec une amie de longue date, Mary (née Marie-Cécile Van der Meersch, artiste-peintre), avec qui il s’installa à Piégros-la-Clastre, un petit village de Provence. Là, petit à petit, il regagna son public de prédicateur, incluant souvent des protestants, en Alsace et en Suisse. En réponse à des demandes répétées, le couple Évely créa une maison de prière, appelée « L’Aube », où aujourd'hui encore une communauté poursuit des exercices spirituels et assure des enseignements.
Dans les années 1980 Évely sentit ses forces décliner tandis que sa santé se dégradait, probablement à la suite d’une maladie tropicale contractée pendant une tournée de conférences en Afrique. Il mourut le 30 août 1985, peu avant minuit, à l’âge de 75 ans.

## Souvenir et postérité
Une association, « Transmission » a été créée en 2005, à l'occasion des 20 ans de sa disparition, dont le but est la diffusion de ses idées à travers l'animation de groupes locaux et la publication de ses ouvrages les plus marquants.

## Publications
- Les enfants doivent-ils obéir à leurs parents ? Centre d'Études Pédagogiques, Paris, 1952.
- Notre Père, aux sources de notre fraternité, Fleurus, Paris, 1956.
- L'Église et les sacrements, La Pensée Catholique, Bruxelles, 1956.
- Vivre en fraternité, Presto-print, Bruxelles, 1956.
- Souffrance, Presto-print, Bruxelles, 1957.
- C'est toi, cet homme, éditions Universitaires, Paris, 1957.
- Credo, Presto-print, Bruxelles, 1958.
- Dieu et le prochain, Diff-Edit, Paris, 1958.
- Vivre en fraternité, Presto-print, Bruxelles, 1958.
- Une religion pour notre temps. Presto-print, Bruxelles, 1962.
- Notre Père : aux sources de notre fraternité. Fleurus, Paris, 1963.
- Fraternité et Évangile. Presto-print, Bruxelles, 1963.
- Spiritualité des laïcs. Dr Ferrière, Ottignies, 1964.
- Apprenez-nous à prier. Éditions C.T.I.C., Paris, 1966.
- Amour et mariage. Louis Évely, 1966.
- Homélies sur la parole de Dieu. Office Général du Livre, Paris, 1966.
- Des pauvres. Office Général du Livre, Paris, 1967.
- Éduquer en s'éduquant. Louis Évely, 1967.
- Liberté. Louis Évely, 1967.
- Le chemin de joie. Louis Évely, 1968.
- En écoutant l'Évangile. Fleurus, Paris, 1969.
- La Prière d'un homme moderne. Éditions du Seuil, Paris, 1969.
- L'Évangile nous parle. Fleurus, Paris, 1970.
- L'Évangile sans mythes. Éditions Universitaires, 1970.
- Si l'Église ne meurt. Éditions Universitaires, 1971.
- Méditations d'Évangiles. Éditions Universitaires, 1973.
- C'est toi, cet homme. Éditions du Cerf, Paris, 1973.
- Échec et espoir d’un christianisme. Louis Évely, Crest, 1976.
- Questions de vie et de mort. Louis Évely, Crest, 1978.
- Les chemins de ma foi. Éditions du Centurion, Paris, 1982.
- Oser parler. Éditions du Centurion, Paris, 1982.
- Le chemin de joie. Marie-Cécile Évely, Piégros-la-Clastre, 1986.
- Chaque jour est une aube. Éditions du Centurion, Paris, 1987.
- Prier, c'est devenir. Éditions du Centurion, Paris, 1989.
- Les chemins de ma foi. Éditions du Centurion, Paris, 1990.
- Oser parler : désir et peur de communiquer. Éditions du Centurion, Paris, 1990.
- Éterniser sa vie. Éditions du Centurion, Paris, 1991.
- Échec et espoir d'un christianisme. Marie-Cécile Évely, Piégros-la-Clastre, 1992.
- Réinventer le mariage. Desclée de Brouwer, Paris, 1995.
- Et si tout avait un sens ? Monte-Cristo, Annecy, 2005.

## Rééditions
- C'est toi, cet homme. Éditions Universitaires, Paris, 1962.
- Dieu et le prochain. Diff-Edit, Paris, 1967.
- Notre Père : aux sources de notre fraternité. Marie-Cécile Évely, Piégros-la-Clastre, 1985.
- Amour et mariage. Marie-Cécile Évely, Piégros-la-Clastre, 1991.
- Souffrance. Marie-Cécile Évely, Piégros-la-Clastre, 1991.
- Amour et mariage. Marie-Cécile Évely, Piégros-la-Clastre, 1991.
- En écoutant l'Évangile. Marie-Cécile Évely, Piégros-la-Clastre, 1992.
- L'Église et les sacrements. Marie-Cécile Évely, Piégros-la-Clastre, 1992.
- Prier, c'est devenir. Éditions du Centurion, Paris, 1993.
- Éduquer en s'éduquant. Marie-Cécile Évely, Piégros-la-Clastre, 1993.
- C'est toi, cet homme. Desclée de Brouwer, Paris, 1995.
- Apprenez-nous à prier. Desclée de Brouwer, Paris, 1997.
- Éterniser sa vie. Desclée de Brouwer, Paris, 1997.
- Notre Père : aux sources de la fraternité. Desclée de Brouwer, Paris, 1997.
- Apprenez-nous à prier. Desclée de Brouwer, Paris, 1998.
- La prière d'un homme moderne. Desclée de Brouwer, Paris, 2002.